# 호리우치촌
호리우치촌(堀内村)은 야마가타현 모가미군에 있던 촌이다. 현재의 후나가타정 호리우치에 해당한다.

## 역사
- 1890년 11월 15일 - 후나가타촌에서 오아자 호리우치가 분립해 성립하였다.
- 1954년 12월 1일 - 후나가타촌과 합병해 후나가타정이 성립, 동일 호리우치촌은 폐지되었다.

## 참고문헌
- 角川日本地名大辞典 6 山形県